# Визни режим Албаније
Визни режим Албаније представља политику државе у погледу захтева за улазак странаца на њену територију.

## Безвизни режим
У погледу краћег боравка странаца у Албанији држављани следећих држава и територија нису у обавези да претходно прибаве визу и у Албанију могу ући само на основу важећег пасоша. Такође држављанима одређених држава омогућено је да у Албанију уђу само са важећом личном картом. Свим странцима који поседују важећу визу неке од држава Шенгенског уговора, Уједињеног Краљевства и САД омогућен је улазак и боравак до 90 дана без одвојеног прибављања визе коју издају државни органи Албаније.
| - Сви држављани ЕУ 1 - Андора - Антигва и Барбуда - Аргентина - Аустралија - Азербејџан - Бахами - Барбадос - Босна и Херцеговина - Боцвана - Бразил - Брунеј - Ватикан - Венецуела - Гватемала - Грузија - Еквадор - Ел Салвадор - Израел - Исланд - Јапан - Јерменија - Јужна Кореја 1 - Казахстан - Канада - Катар - Колумбија - Костарика - Куба - Кувајт - Лихтенштајн 1 | - Макао - Македонија 1 - Малезија - Маурицијус - Мексико - Молдавија - Монако 1 - Никарагва - Нови Зеланд - Норвешка - Панама - Парагвај - Перу - Русија - Сан Марино 1 - Свети Китс и Невис - Сејшели - Сингапур - Сједињене Америчке Државе - Србија - Република Кина - Турска - Уједињени Арапски Емирати - Украјина - Уругвај - Хонг Конг - Хондурас - Црна Гора - Чиле - Швајцарска 1 |

Виза није потребна ни за пасоше које издаје тзв. Република Косово.
Напомене
1. ^  Могу да користе личну карту за улазак на територију Албаније.